# 대역폭 (신호 처리)

대역폭(帶域幅, 영어: bandwidth)은 특정한 기능을 수행할 수 있는 주파수의 범위로, 헤르츠 단위로 측정된다. 문맥에 따라 통과대역 대역폭(passband bandwidth)로 부를 수 있다. 대역폭은 정보이론, 무선 통신, 신호 처리, 분광학 등 여러 분야에서 중요한 개념으로 다룬다. 셰논 하틀리(Shannon-Hartley) 이론에 따르면, 신뢰성 있는 통신의 자료 전송율(data rate)은 통신을 위해 쓰이는 신호의 주파수 범위에 밀접하게 비례한다. 여기서 말하는 대역폭이라는 용어는 통신 시스템의 자료 전송율 또는 주파수 범위(또는 둘 다)를 말한다. 이를테면, 무선 통신에서는 변조된 반송파(carrier wave)가 차지하는 주파수 범대역폭이라고 한다.
대역폭은 한 가지로 정확하게 정의하기 힘든 개념이며, 주파수 영역에서 특정 기능이 얼마나 넓은 범위 안에서 동작하는지를 나타내는 모호한 개념으로 인식된다. 다른 영역에서는 또다른 (구체적인) 개념으로 정의되기도 한다.
메모리, 시스템, 필터, 신호들은 대역폭을 가진다. 시스템, 필터, 신호가 동작하는 주파수 범위를 대역폭이라 정의할 수 있다. 대역폭은 절대주파수를 말하는 것이 아니라 단지 점유범위를 나타낸다.

## 같이 보기
- 네로밴드
- 브로드밴드
- 와이드밴드
- 변조
- 스루풋
- 비트레이트